# U.S. Route 60
Pour les articles homonymes, voir Route 60.
La U.S. Route 60 (US 60) est une US Route importante reliant l'ouest et l'est des États-Unis. Elle parcourt 2 655 miles (4 273 km) depuis le sud-ouest de l'Arizona jusqu'à l'Océan Atlantique en Virginie. Le terminus ouest de la route est au sud-ouest de Brenda, Arizona, à la jonction avec l'I-10. À l'origine, le terminus ouest se trouvait à Los Angeles, Californie. En 1964, le segment entre Los Angeles et Beaumont, Californie, a été remplacé par la SR 60 et le segment entre Beaumont et Brenda, Arizona, a été remplacé par l'I-10. Le terminus est de la route est à Virginia Beach, Virginie, dans le district touristique Oceanfront, à l'intersection avec 5th Street et Winston-Salem Avenue.

## Description du tracé
|       | mi    | km    |
| ----- | ----- | ----- |
| AZ    | 368   | 592   |
| NM    | 366   | 590   |
| TX    | 225   | 362   |
| OK    | 355   | 571   |
| MO    | 341   | 549   |
| IL    | 1     | 2     |
| KY    | 489   | 787   |
| WV    | 179   | 288   |
| VA    | 302   | 486   |
| Total | 2 655 | 4 273 |

### Arizona

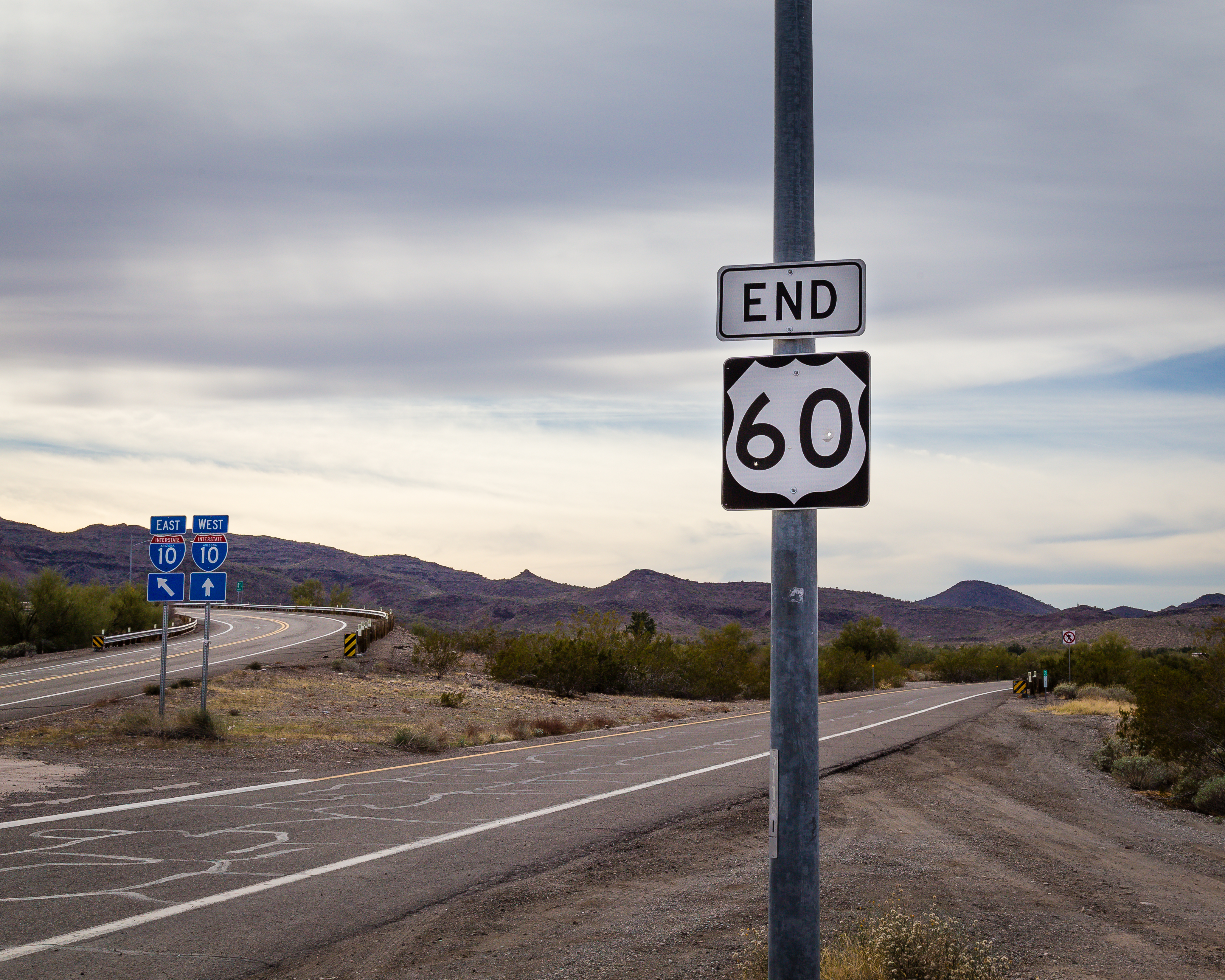
Terminus ouest de la US 60 à l'ouest de Brenda, AZ

Le terminus ouest de la US 60 se trouve près de Brenda, d'où elle se dirige vers le nord-est jusqu'à Wickenburg. Alors que la US 60 entre à Surprise, elle porte le nom Grand Avenue à travers la région métropolitaine de Phoenix jusqu'à ce qu'elle atteigne les autoroutes I-17 et I-10 à Phoenix et qu'elle forme un multiplex avec celles-ci sur environ 14 miles (23 km). À Tempe, la US 60 quitte l'I-10 et devient la Superstition Freeway, une autoroute importante de la région de Phoenix qui dessert les villes de Mesa, Gilbert et Apache Junction. À l'est de la région de Phoenix, la US 60 adopte un alignement vers l'est et le nord-est en traversant une zone montagneuse. Elle passe par Globe, Show Low et Springerville avant d'entrer au Nouveau-Mexique.

### Nouveau-Mexique

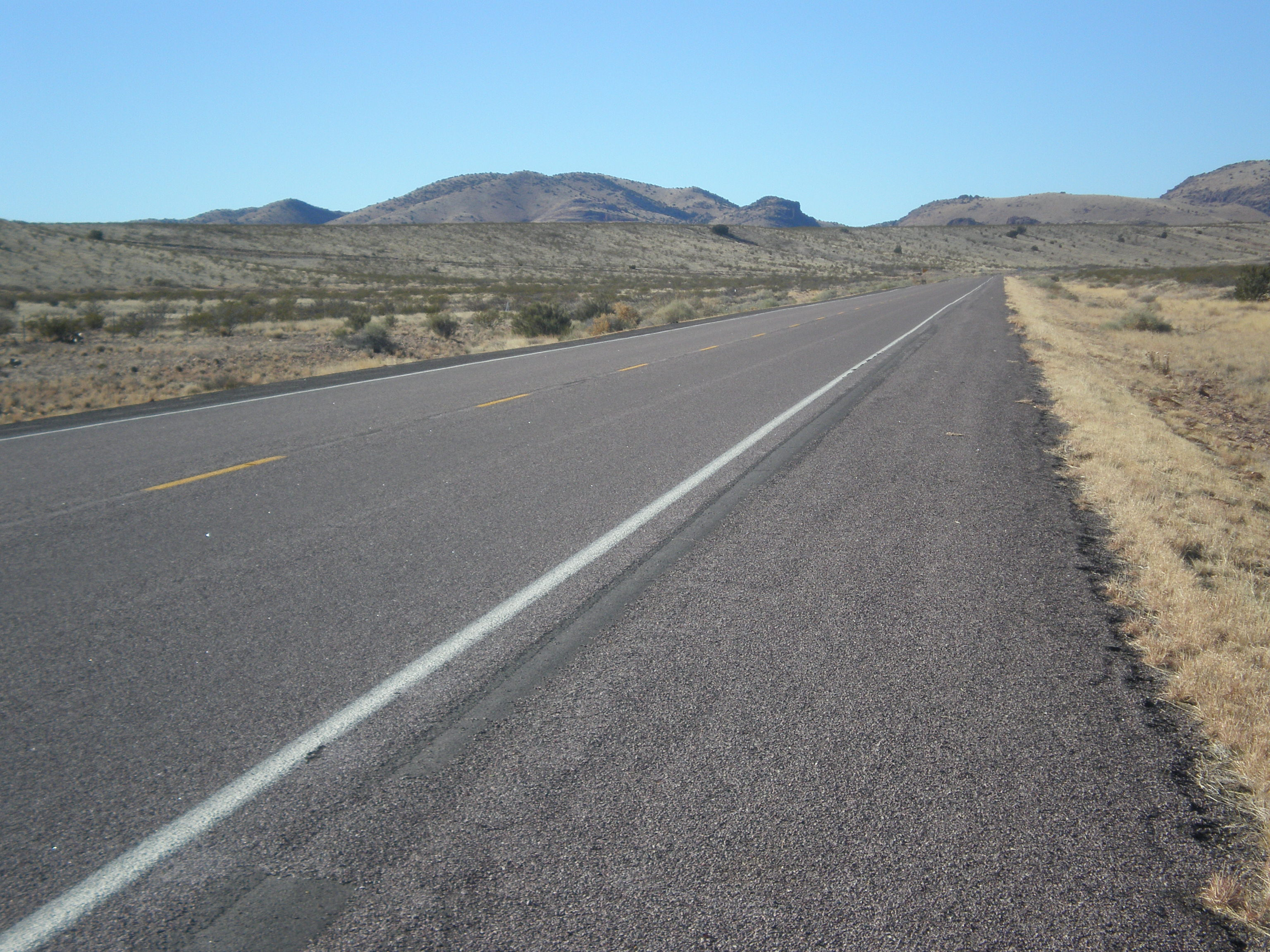
US 60 ouest, à l'ouest de Socorro, NM

La US 60 entre au Nouveau-Mexique à l'ouest de Quemado. Elle se dirige vers l'est en passant par Quemado, Datil, Magdalena et Socorro. Sur ce segment, elle traverse la Forêt nationale de Cibola. À Socorro, elle rencontre l'I-25 et forme un multiplex avec celle-ci, vers le nord, jusqu'au sud de Jarales.
Lorsque la US 60 se sépare de l'I-25, environ 25 mi (40 km) au nord de Socorro, elle se dirige vers l'est. Elle passe par le Col d'Abo avant de traverser Mountainair, Willard, Encino et Vaughn. Dans cette dernière ville, la US 60 est en multiplex avec la US 54 et la US 285. Elle se poursuit ensuite vers l'est en passant par Fort Sumner, où elle entreprend un multiplex avec la US 84, Taiban, Melrose et Clovis, avant-dernière ville dans l'état. Elle atteint, un peu plus loi, Texico, ville sise sur la frontière avec le Texas. C'est dans cette ville, à moins de cent mètres de la frontière que le multiplex avec la US 84 prend fin.

### Texas
La US 60 se dirige vers le nord-est dans le Panhandle du Texas. Elle entre dans l'état à Farwell, sur la frontière entre le Texas et le Nouveau-Mexique. Elle passe ensuite par Friona, Hereford et Canyon, où elle forme un multiplex avec la US 87 et, un peu plus loin, avec l'I-27. Les trois routes forment ce multiplex jusqu'à Amarillo.
À Amarillo, la route rencontre l'I-40 et forme un court multiplex avec la Historic US 66 sur Amarillo Boulevard. En quittant la ville, la US 60 se poursuit vers le nord-est en direction de Pampa. Elle continue ensuite vers le nord-est et passe par Miami, Canadian, Glazier et Higgins, dernière ville avant qu'elle atteigne la frontière avec l'Oklahoma.

### Oklahoma
À l'exception de trois courts segments près d'Enid, de Vinita et de Ponca City, la US 60 est une route rurale à deux voies sur tout son tracé en Oklahoma. Elle entre dans l'état 14 mi (23 km) à l'ouest d'Arnett et se dirige vers l'est en direction d'Orienta où elle débute un multiplex avec la US 412. À Enid, elle quitte le multiplex et en débute un autre avec la US 64 pour 24 miles (39 km). Près de Tonkawa, elle croise l'I-35.
Elle passe ensuite à Ponca City et Bartlesville. Entre Vinita et Afton, la route forme un multiplex avec la Historic US 66 et la US 69. La route rencontre également l'I-44 à Vinita et à Afton. Elle passe par le Parc d'état de Twin Bridges, lequel se trouve à environ 12 miles (19 km) à l'ouest de la frontière avec le Missouri.

### Missouri

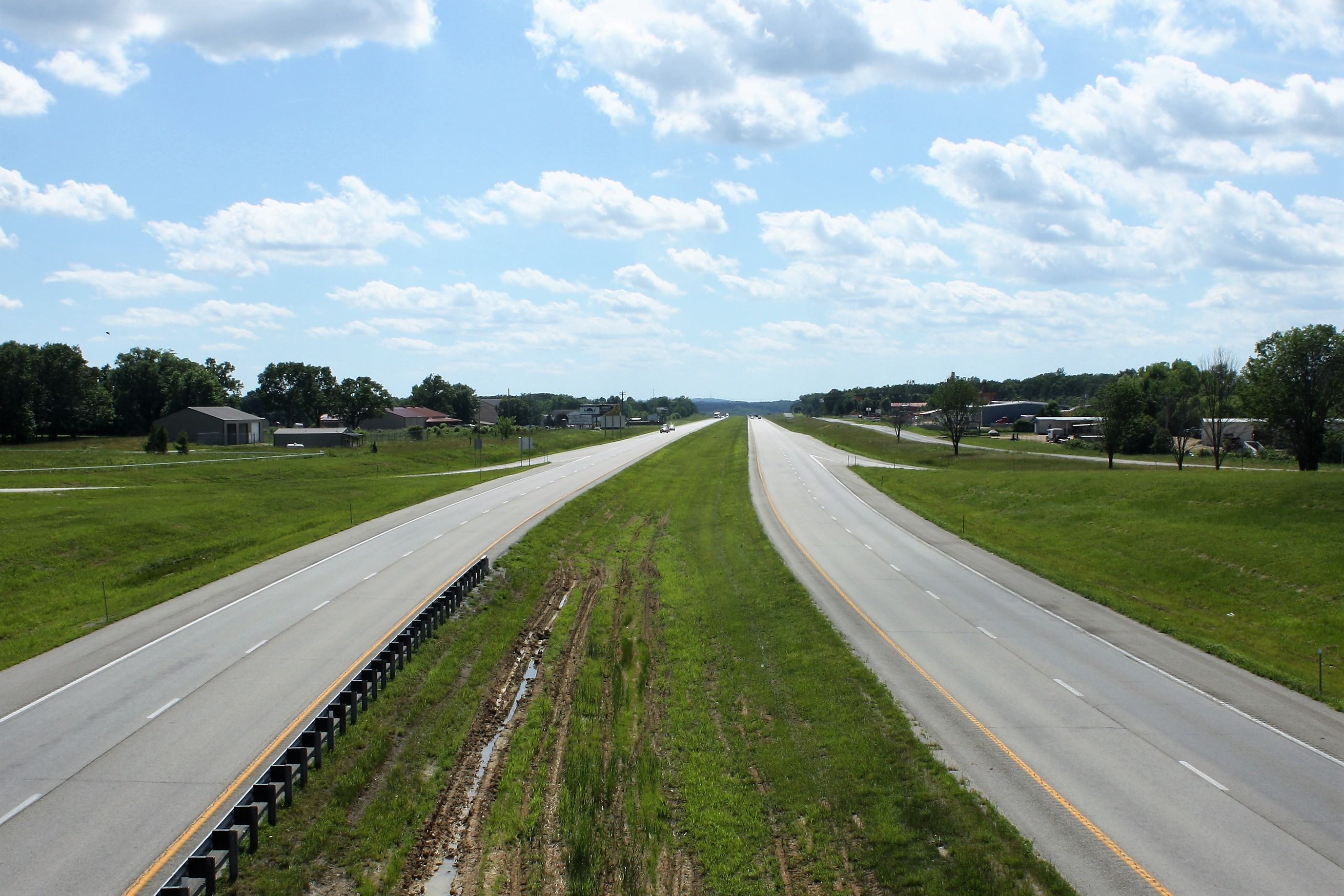
Segment autoroutier de la US 60 près de Mountain Grove, Missouri

La US 60 entre dans le sud du Missouri au sud de l'I-44, dans la ville de Seneca. Elle se dirige vers l'est et passe au sud de Neosho. Elle se dirige vers l'est et le nord-est en passant par Granby, Monett, Aurora, Billings, Republic et Springfield. Elle emprunte le segment sud de la voie de contournement de Springfield et quitte la ville au sud-est de celle-ci. La US 60 croise la US 169 et la US 65 dans le secteur. Elle se poursuit alors vers l'est et passe par Rogersville, Seymour, Mansfield, Mountain Grove, Willow Springs, Mountain View, Winona, Poplar Bluff, Dexter, Sikeston et Charleston. À Sikeston, elle forme un multiplex avec l'I-57 jusqu'à Charleston et, de là, elle forme un multiplex avec la US 62 jusqu'à Wickliffe, au Kentucky. La route atteint la rive du fleuve Mississippi, tout près de l'embouchure de la rivière Ohio, à la frontière avec l'Illinois.
Le Missouri et le Kentucky sont deux états voisins séparés par le fleuve Mississippi et il n'existe aucun lien routier direct entre les deux états.

### Illinois
La US 60 entre dans l'Illinois à la pointe sud de l'état, à Cairo. Elle ne parcourt pas un mile dans l'état (0,92 miles; 1,48 km). À la première jonction avec la US 51, la US 60 quitte la US 62 pour se joindre à la US 51 et traverse la rivière Ohio, marquant la frontière avec le Kentucky.

### Kentucky
La US 60 entre au Kentucky en multiplex avec la US 51 et la US 62. Les routes se séparent à Wickliffe et la US 60 se dirige vers le nord-est en direction de Paducah. Elle croise l'I-24 et entre dans la ville. Elle rejoint à nouveau la US 62 et les routes quittent Paducah. La US 60 se sépare de la US 62 au nord-est de la ville et traverse la rivière Tennessee.
À partir de là, la US 60 suit la rivière Ohio vers le nord-est en passant par Smithland, Marion, Morganfield et Henderson. La route traverse la ville et croise l'I-69 et la route se poursuit vers l'est en longeant toujours la rivière Ohio. Elle atteint Owensboro et contourne la ville. La route se dirige alors vers le nord et passe par Maceo, Lewisport, Hawesville et Cloverport. À partir de Cloverport, la route cesse de longer la rivière et se dirige vers le sud-est. Elle se rend à Hardinsburg et reprend un alignement vers le nord-est pour atteindre Irvington et Fort Knox, où elle débute un multiplex avec la US 31W vers Louisville.
La route entre au sud et à l'ouest de Louisville et traverse le centre-ville d'ouest en est, en multiplex avec la US 31W puis avec la US 150. Elle rencontre ensuite la US 31E et forme un multiplex avec cette dernière jusqu'à l'est du centre-ville. Elle rencontre finalement la US 42 au terminus ouest de celle-ci et forme un court multiplex avec la route. Une fois sortie du centre-ville, la US 60 poursuit son tracé vers l'est. Elle est parallèle à l'I-64 alors qu'elle passe par Middletown, Shelbyville et Frankfort. Là, elle bifurque vers le sud-est jusqu'à Versailles, puis vers l'est jusqu'à Lexington. Elle traverse Lexington et, à la sortie de la ville, longe à nouveau l'I-64 en passant par Winchester, Mount Sterling, Owingsville, Morehead, Olive Hill, Grayson, Ashland et Cattlesburg, où elle traverse la rivière Big Sandy pour entrer en Virginie-Occidentale.

### Virginie-Occidentale

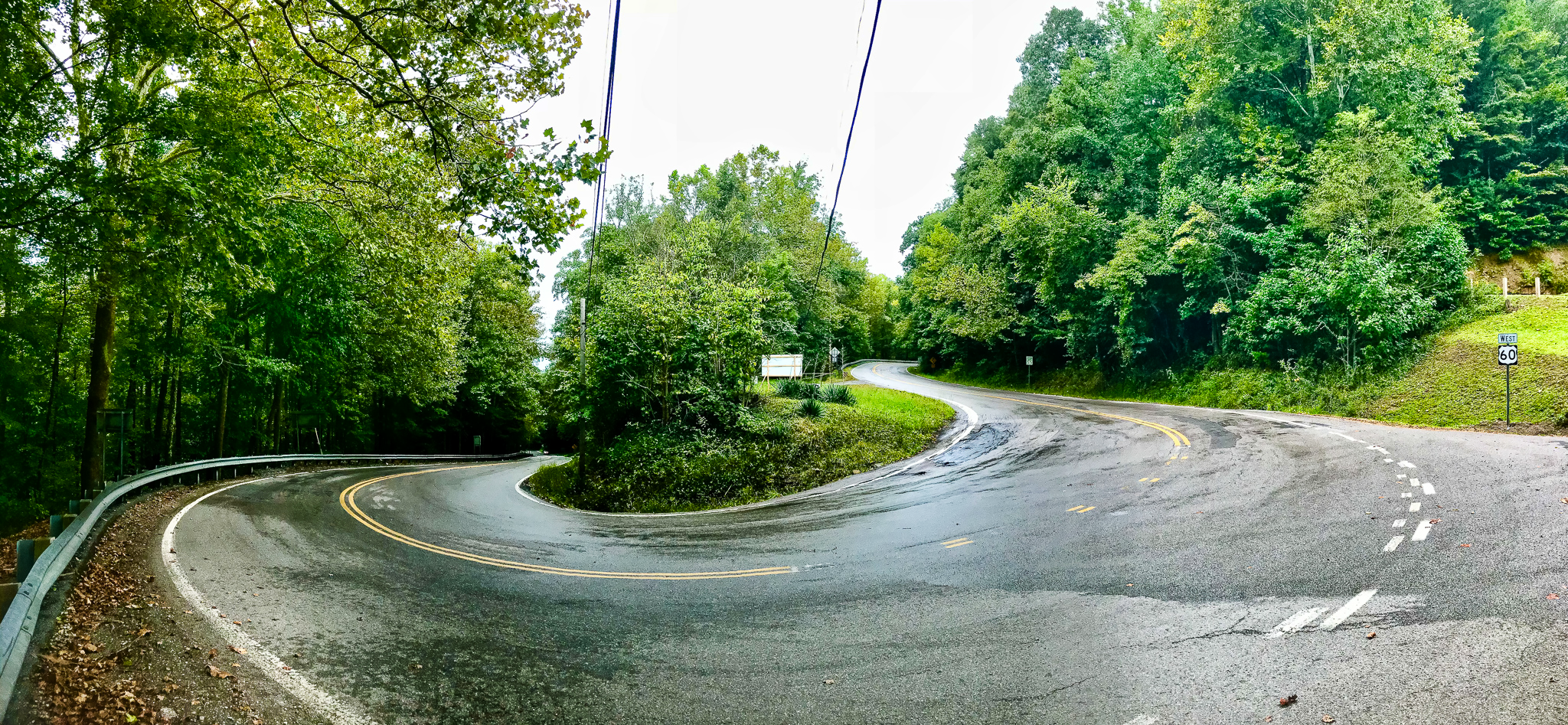
Virage serré sur la US 60 en Virginie-Occidentale

En Virginie-Occidentale, la US 60 suit largement la Midland Trail. Elle entre dans l'état à Kenova et se dirige vers l'est. Elle traverse Huntington et longe l'I-64 jusqu'à Charleston. Depuis Charleston, la route se dirige vers le sud-est en s'éloignant de l'I-64. La route suit la rivière Kanawha jusqu'à sa source à Gauley Bridge, où la route fait l'ascension pour quitter la vallée de la rivière. Elle suit un parcours sinueux en passant par Rainelle et retrouve l'I-64 à Sam Black Church. Entre White Sulphur Springs et la frontière avec la Virginie, la US 60 forme un multiplex avec l'I-64.

### Virginie

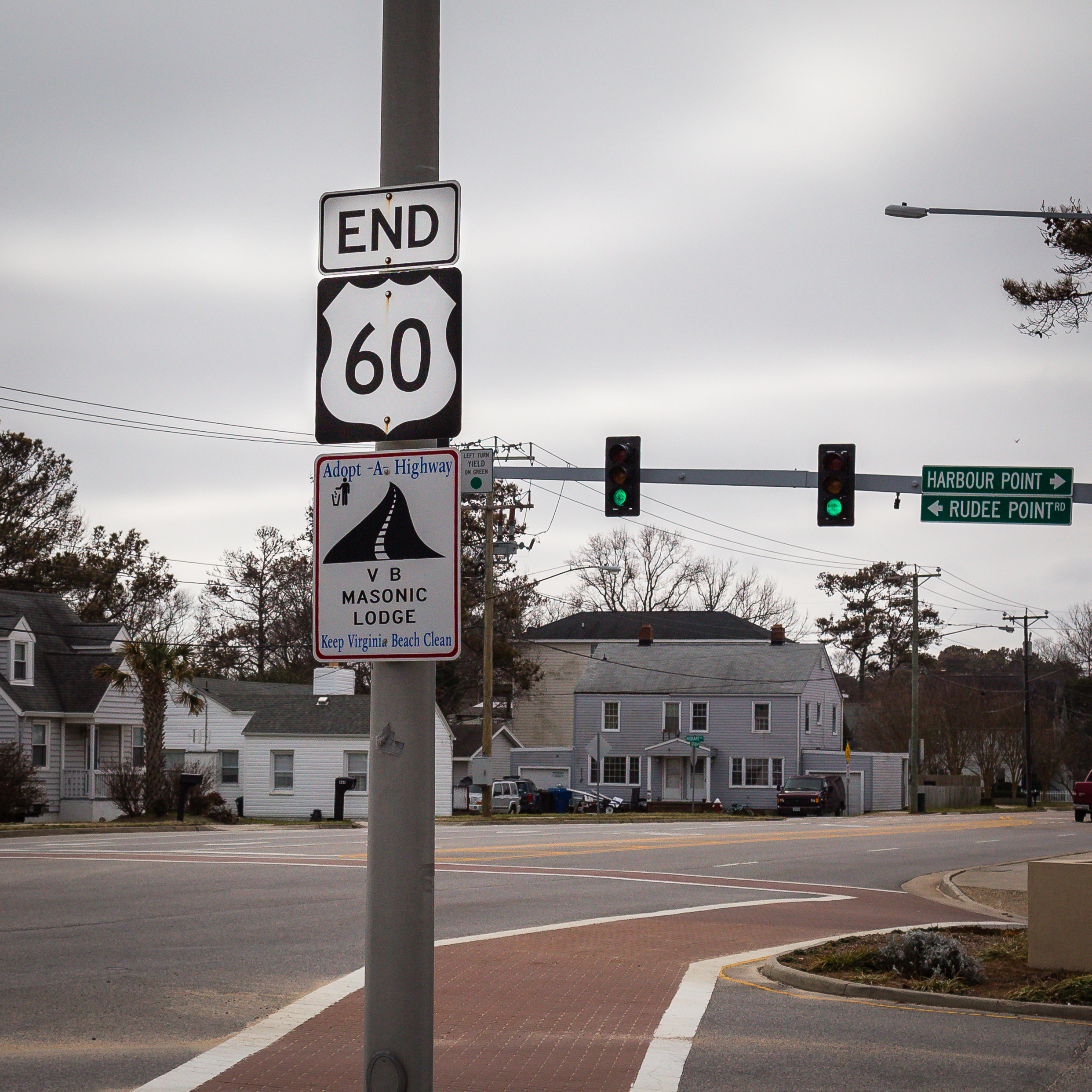
Terminus est à Virginia Beach

La route entre en Virginie alors qu'elle forme un multiplex avec l'I-64 dans les Blue Ridge Mountains. Elle quitte l'autoroute à Covington pour traverser la ville et la rejoint jusqu'au nord-ouest de Lexington. La US 60 se détache de l'autoroute et traverse la ville. Elle atteint Buena Vista et traverse une autre chaîne de montagnes sur un parcours sinueux. De l'autre côté de la montagne, elle passe par Amherst, Cumberland et Powhatan avant d'atteindre Richmond.
La route traverse Richmond d'ouest en est et retrouve l'I-64 pour la longer à nouveau. La route est parallèle à l'autoroute et passe par Williamsburg avant d'atteindre Newport News. Elle traverse cette ville et rejoint l'I-64 pour enjamber l'embouchure de la James River entre Newport News et Norfolk. Elle longe la rive sud de la Baie de Chesapeake et, lorsqu'elle atteint la côte de l'Océan Atlantique, elle bifurque vers le sud, toujours en longeant la côte, jusqu'au centre de Virginia Beach. Elle se termine au sud de la rue principale de la ville, remplie d'hôtels, sur le front de mer.

## Intersections majeures
Arizona
 I-10 au sud-ouest de Brenda
 US 93 à Wickenburg
 I-17 à Phoenix. Les routes forment un multiplex dans la ville.
 I-10 à Phoenix. Les routes forment un multiplex jusqu'à Tempe.
 US 70 à Globe
 US 180 / US 191 à Springerville. Les routes forment un multiplex dans la ville.
Nouveau-Mexique
 I-25 / US 85 à Socorro. Les routes forment un multiplex jusqu'au sud-ouest d'Abeytas.
 US 285 à Encino. Les routes forment un multiplex jusqu'au sud-est de Vaughn.
 US 54 au sud-ouest de Vaughn. Les routes forment un multiplex jusqu'au sud-est de Vaughn.
 US 84 à Fort Sumner. Les routes forment un multiplex jusqu'à Texico.
 US 70 à Clovis. Les routes forment un multiplex jusqu'à Texico.
Texas
 US 385 à Hereford
 US 87 à Canyon. TLes routes forment un multiplex jusqu'à Amarillo.
 I-27 au nord de Canyon. Les routes forment un multiplex jusqu'à Amarillo.
 I-40 / US 287 à Amarillo. La US 60 / US 287 forment un multiplex dans la ville.
 US 83 au sud-ouest de Canadian. Les routes forment un multiplex jusqu'au nord-est de Canadian.
Oklahoma
 US 283 à l'ouest d'Arnett. Les routes forment un multiplex jusqu'à l'est d'Arnett.
 US 183 au sud-ouest de Seiling
 US 270 / US 281 à Seiling. La US 60 / US 270 forment un multiplex dans la ville. La US 60 / US 281 forment un multiplex jusqu'à Chester.
 US 412 à Orienta. Les routes forment un multiplex jusqu'à Enid.
 US 81 à Enid. Les routes forment un multiplex jusqu'à Pond Creek.
 US 64 à Enid. Les routes forment un multiplex jusqu'à Pond Creek.
 I-35 à Tonkawa
 US 77 à Tonkawa. Les routes forment un multiplex jusqu'à Ponca City.
 US 177 à Tonkawa. Les routes forment un multiplex jusqu'à Ponca City.
 US 75 à Bartlesville. Les routes forment un multiplex dans la ville.
 US 169 à Nowata
 US 69 à l'ouest de Vinita. Les routes forment un multiplex jusqu'au nord-est d'Afton.
 I-44 à Vinita
 US 59 au nord-est d'Afton. Les routes forment un multiplex sur environ 0,6 miles (0,97 km).
Missouri
 I-49 / US 71 à Neosho
 US 160 au sud-ouest de Springfield. Les routes forment un multiplex jusqu'à Springfield.
 US 65 à Springfield
 US 63 au sud-est de Cabool. Les routes forment un multiplex jusqu'au sud-est de Willow Springs.
 US 67 au sud-oiest de Hendrickson. Les routes forment un multiplex jusqu'au nord-ouest de Poplar Bluff.
 Future I-57 à Poplar Bluff. Les routes formeront un multiplex jusqu'à Charleston.
 US 61 / US 62 à Sikeston
 I-55 / I-57 aux limites entre Sikeston et Miner. L'I-57 / US 60 forment un multiplex jusqu'à Charleston.
 US 62 à Charleston. Les routes forment un multiplex jusqu'à Wickliffe, Kentucky, avec un court segment en Illinois.
Illinois
 US 51 à Cairo. Les routes forment un multiplex jusqu'à Wickliffe, Kentucky.
Kentucky
 I-24 à Paducah
 US 45 à Paducah. Les routes forment un multiplex dans la ville.
 US 62 à Paducah. Les routes forment un multiplex jusqu'à Riverview.
 US 641 à Marion
 Future I-69 / US 41 à Henderson
 US 431 à Owensboro
 US 231 à Owensboro. Les routes forment un multiplex jusqu'à Maceo.
 I-165 à Owensboro
 US 31W à Fort Knox. Les routes forment un multiplex jusqu'à Louisville.
 Future I-265 à Louisville
 I-264 à Shively
 US 150 à Louisville.
 US 31W à Louisville. Les routes forment un multiplex sur un carré de maisons.
 US 31 / US 31E à Louisville. La US 31E / US 60 forment un multiplex dans la ville.
 I-64 à Louisville
 US 42 à Louisville
 I-264 aux limites entre Saint Matthews et Louisville
 I-265 à Middletown
 US 127 à Frankfort
 US 421 / US 460 à Frankfort. La US 60 / US 421 forment un multiplex dans la ville.
 I-64 au sud-est de Frankfort
 US 62 à Versailles. Les routes forment un multiplex dans la ville.
 US 27 / US 68 à Lexington. Les routes forment un multiplex dans la ville.
 US 25 / US 421 à Lexington. Les routes forment un multiplex dans la ville.
 I-75 à Lexington
 I-64 au nord-est de Winchester
 US 460 à Mount Sterling. Les routes forment un multiplex dans la ville.
 I-64 au nord-est de Mount Sterling
 I-64 au sud-est d'Owingsville
 I-64 au nord-est d'Olive Hill
 I-64 à Coalton
 US 23 à Ashland. Les routes forment un multiplex jusqu'à Catlettsburg.
Virginie-Occidentale
 US 52 à Huntington
 I-64 à Barboursville
 I-64 à South Charleston
 US 119 à Charleston
 I-64 à Charleston
 I-64 / I-77 à Charleston. Les routes forment un multiplex jusqu'au sud-est de Snow Hill.
 I-64 à Chelyan
 US 19 à Hico
 I-64 à south-southeast of Crawley
 US 219 à Lewisburg
 I-64 à l'est de White Sulphur Springs
 I-64 à l'est de White Sulphur Springs. Les routes forment un multiplex jusqu'à Callaghan, Virginie.
Virginie
 US 220 à Covington. Les routes forment un multiplex jusqu'à l'est de Clifton Forge.
 I-64 à Mallow. Les routes forment un multiplex jusqu'au nord de Lexington.
 US 11 au sud-est de Lexington
 I-81 au sud-est de Lexington
 US 501 à Buena Vista
 US 29 à Amherst
 US 15 à Sprouses Corner
 US 522 au nord-ouest de Powhatan
 US 1 / US 301 à Richmond
 US 360 à Richmond. Les routes forment un multiplex dans la ville.
 I-295 à l'est de Sandston
 US 17 / US 258 à Newport News
 I-664 à Newport News
 I-664 à Newport News
 I-64 à Hampton. Les routes forment un multiplex jusqu'à Norfolk.
 US 460 à Norfolk
 US 13 à Virginia Beach
 US 58 à Virginia Beach
5th Street / General Booth Boulevard à Virginia Beach

## Routes auxiliaires
- US 160, route ouest-est de 2 358 km (1 465 mi) de long reliant Tuba City, Arizona à Poplar Bluff, Missouri, en passant par le Nouveau-Mexique, le Colorado et le Kansas.
- US 360, route ouest-est reliant Danville à Reedville, Virginie.
- US 460, route ouest-est reliant Frankfort, Kentucky à Norfolk, Virginie en passant brièvement en Virginie-Occidentale.